# Jay Gorter
Jay Gorter (Purmerend, 30 de mayo de 2000) es un futbolista neerlandés que juega como portero en el Pafos F. C. de la Primera División de Chipre.

## Trayectoria

### Go Ahead Eagles
Nacido en Purmerend, jugó en categorías inferiores en el FC Purmerend (hasta 2010), el Ajax de Ámsterdam (2010-2014), el Amsterdamsche FC (2014-2015) y el AZ Alkmaar (2015-2018) antes de unirse al Go Ahead Eagles en 2018. Hizo su debut con el club en la Eerste Divisie el 29 de octubre de 2019 en una victoria por 3-1 contra el Almere City FC. El 16 de diciembre de 2019 firmó su primer contrato profesional con el club, de dos años y medio de duración. Sin embargo, a raíz de problemas de comportamiento con el personal y los compañeros, fue degradado al equipo sub-19. Disputó 40 partidos a lo largo de la temporada 2020-21 en todas las competiciones y mantuvo 25 partidos sin recibir goles, un récord en la liga, cuando el Go Ahead Eagles ascendió a la Eredivisie.

### Ajax de Ámsterdam
El 12 de junio de 2021 se anunció que se uniría al Ajax de Ámsterdam con un contrato de cuatro años, efectivo a partir del 1 de julio de 2021. Principalmente apareció en el Jong Ajax de la segunda división, y debutó en el primer equipo del Ajax el 22 de enero de 2022 en un partido de la Copa de los Países Bajos contra el Excelsior Maassluis.

## Estadísticas

### Clubes
Actualizado al último partido disputado el 6 de diciembre de 2023.
| Go Ahead Eagles · Países Bajos        | 2.ª           | 2019-20       | 0  | 0  | 2 | 3  | — | — | 2  | 3  |
| Go Ahead Eagles · Países Bajos        | 2.ª           | 2020-21       | 37 | 23 | 3 | 2  | — | — | 40 | 25 |
| Go Ahead Eagles · Países Bajos        | Total club    | Total club    | 37 | 23 | 5 | 5  | 0 | 0 | 42 | 28 |
| Jong Ajax · Países Bajos              | 2.ª           | 2021-22       | 18 | 29 | — | —  | — | — | 18 | 29 |
| Jong Ajax · Países Bajos              | Total club    | Total club    | 18 | 29 | 0 | 0  | 0 | 0 | 18 | 29 |
| Ajax de Ámsterdam · Países Bajos      | 1.ª           | 2021-22       | 1  | 2  | 1 | 0  | 0 | 0 | 2  | 2  |
| Ajax de Ámsterdam · Países Bajos      | 1.ª           | 2022-23       | 0  | 0  | 1 | 5  | 0 | 0 | 1  | 5  |
| Aberdeen F. C. Escocia                | 1.ª           | 2022-23       | 4  | 6  | 0 | 0  | — | — | 4  | 6  |
| Aberdeen F. C. Escocia                | Total club    | Total club    | 4  | 6  | 0 | 0  | 0 | 0 | 4  | 6  |
| Ajax de Ámsterdam · Países Bajos      | 1.ª           | 2023-24       | 8  | 17 | 0 | 0  | 4 | 6 | 12 | 23 |
| Ajax de Ámsterdam · Países Bajos      | 1.ª           | 2024-25       | 0  | 0  | 0 | 0  | 0 | 0 | 0  | 0  |
| Ajax de Ámsterdam · Países Bajos      | Total club    | Total club    | 9  | 19 | 2 | 5  | 4 | 6 | 15 | 30 |
| Total carrera                         | Total carrera | Total carrera | 68 | 77 | 7 | 10 | 4 | 6 | 79 | 93 |
| (1) Hace referencia a goles encajados |               |               |    |    |   |    |   |   |    |    |

## Palmarés

### Títulos nacionales
| Título     | Club              | País         | Año  |
| ---------- | ----------------- | ------------ | ---- |
| Eredivisie | Ajax de Ámsterdam | Países Bajos | 2022 |